# Ben Rosenfield
Pour les articles homonymes, voir Rosenfield.
 (juillet 2017).
Si vous disposez d'ouvrages ou d'articles de référence ou si vous connaissez des sites web de qualité traitant du thème abordé ici, merci de compléter l'article en donnant les références utiles à sa vérifiabilité et en les liant à la section « Notes et références ».
Benjamin « Ben » Rosenfield est un acteur et musicien américain né le 1er août 1992.

## Biographie
Rendu célèbre par son rôle de Willie Thompson dans les saisons 4 et 5 de la série HBO Boardwalk Empire en 2013 et 2014, il a également interprété le rôle de Henry Ellis dans le drame musical Song One (2014), Fisher Miller dans Affluenza (2014), Dan Mercer dans 6 Ans (2015), Bertram Flusser dans Indignation (2016), Sam Colby dans la saison 3 de la série Mystères à Twin Peaks (2017) et John Schlafly dans Mrs. America (2020).